# Diduga excisa
Diduga excisa là một loài bướm đêm thuộc phân họ Arctiinae, họ Erebidae.